# Вільям Ноулз
Вільям Ноулз (англ. William Knowles, 1 червня 1917 року, Тонтон, Массачусетс, США — 13 червня 2012 року, Честерфілд, Міссурі, США) — американський вчений-біохімік, лауреат Нобелівської премії з хімії за 2001 рік спільно з Ріоджі Нойорі та Баррі Шарплессом.

## Біографія
Народився Вільям Ноулз у м. Тонтоні, штат Массачусетс, а ріс біля Нью-Бедфорда. Його батьки, що мали тягу до бізнесу і медицині, дали йому гарну освіту. Школу він відвідував у Беркширі й встигав з математики та природничих наук. Після школи вступив до Гарвардського університету. Улітку ж встиг сплавати на парусній шхуні до Стокгольма. У Гарварді зайнявся хімією з сильним математичним ухилом. 1939 року університет був закінчений і Ноулз став працювати в Колумбійському університеті у відомого хіміка-органіка Р. Елдерфілда, проводячи дослідження з серцевими глікозидами. Одночасно він разом з керівником працював над створенням антималярійних препаратів, необхідних армії.
Ноулз пишається тим, що волів робити всі експерименти своїми руками. Він трудився до 1986, коли вийшов на пенсію. Він разом з родиною купив невеликий будинок в Джексон-Хоул, штат Вайомінг, де рибалить, захоплюється пішими та велосипедними походами.

## Наукова діяльність
1942 року Ноулз перебрався в Дейтон, штат Огайо і приступив до роботи над синтезом вибухових речовин у лабораторії фірми «Монсанто». 1944-го він перейшов в іншу лабораторію фірми в Сент-Луїсі, щоб займатися пластифікаторами і інтермедіатами. Одночасно для військових потреб довелося обробляти репелентом солдатський одяг, а також займатися ДДТ. У цей же період Ноулз був притягнутий до виробництва антибіотика хлорамфеніколу.
Працював він і з кортизоном, а тому був посланий фірмою «Монсанто» до Р. Б. Вудворда (Нобелівський лауреат, 1965) в Кембридж, щоб включитися в повний синтез цього стероїду.
У 1950-ті Ноулз займався кінетичними дослідженнями, спрямованими на поліпшення деяких виробничих процесів фірми, потім він звернувся до реакції асиметричного гідрування, яка згодом і принесла йому популярність.
В результаті лабораторного або промислового синтезу з нехіральних молекул зазвичай утворюється суміш енантіомерів. Термін «хіральність» як асиметрія молекули раніше ввів в постійний ужиток Нобелівський лауреат В. Прелог. Для отримання одного з енантіомерів, тобто для хірального синтезу, потрібен хіральний вплив. Так, для здійснення гідрогенізації нехіральної молекули в єдиний енантіомер необхідний хіральний каталізатор реакції гідрогенізації.
Належало виробити загальну методологію спрямованого хірального синтезу, в першу чергу, це слід було здійснити для найпоширеніших органічних реакцій — відновлення та окиснення.
Перший хіральний каталізатор в реакції відновлення — а саме, гідрогенізації, був розроблений Ноулзом 1968 року для синтезу ліків «леводопи», що застосовуються при лікуванні паркінсонізму, під час його роботи у фармацевтичній компанії «Монсанто». Синтез цього препарату, що являє собою амінокислоту, здійснюється шляхом реакції гідрогенізації у присутності каталізатора — іонів родію. Іони, природно, нехіральні, проте вони утворюють комплекси. Якщо приготувати комплекс з енантіомерів хірального ліганду, тоді каталізатор стає хіральним. Ноулз запропонував як ліганд енантіомер молекули якоїсь хіральної фосфорорганічної сполуки — Діпамп'а і в результаті успішно вирішив проблему промислового виробництва «леводопи».
Хіральний каталіз реакцій гідрогенізації зробив можливим синтез енантіомерів дуже простих хіральних молекул, які можуть бути використані як будівельні блоки — синтони для приготування складних хіральних структур природного походження. Методи стереоселективного гідрування зробили доступними терпени, вітаміни, амінокислоти, антибіотики, алкалоїди, простагландини та інші важливі в біологічному відношенні сполуки, причому ряд з них став вироблятися промисловістю. Саме така схема була використана, наприклад, для синтезу антибіотика левофлаксіну, де був застосований один з оптичних ізомерів 1,2-пропандіолу.

## Нагороди
2001-го Ноулзу разом з Ріоджі Нойорі була присуджена Нобелівської премії «за їх роботу в області хірально каталізованих реакцій гідрогенізації». Іншу половину отримав Баррі Шарплесс.
Відкриття Нобелівських лауреатів 2001 інспірували пошуки нових схем каталітичного синтезу, що реалізовуються безліччю дослідних груп в усьому світі. Ці відкриття вносять істотний внесок не тільки в хімію, але і в матеріалознавство, біологію та медицину, відкривають шлях до нових молекул — носіям ще непояснених і непередбачуваних властивостей молекулярного світу.